# (7736) Nizhnij Novgorod
(7736) Nizhnij Novgorod ist ein Asteroid des mittleren Hauptgürtels, der von der sowjetischen Astronomin Ljudmyla Karatschkina am 8. September 1981 am Krim-Observatorium in Nautschnyj (IAU-Code 095) entdeckt wurde.
Der Asteroid gehört zur Eunomia-Familie, einer nach (15) Eunomia benannten Gruppe, zu der vermutlich fünf Prozent der Asteroiden des Hauptgürtels gehören. Die zeitlosen (nichtoskulierenden) Bahnelemente von (7736) Nizhnij Novgorod sind fast identisch mit denjenigen der beiden kleineren, wenn man von der Absoluten Helligkeit von 16,1 und 16,4 gegenüber 12,5 ausgeht, Asteroiden (185187) 2006 SN391 und (297979) 2002 KL4.
Nach der SMASS-Klassifikation (Small Main-Belt Asteroid Spectroscopic Survey) wurde bei einer spektroskopischen Untersuchung von Gianluca Masi, Sergio Foglia und Richard P. Binzel bei (7736) Nizhnij Novgorod von einer hellen Oberfläche ausgegangen, es könnte sich also, grob gesehen, um einen S-Asteroiden handeln.
(7736) Nizhnij Novgorod wurde am 9. März 2001 nach der russischen Stadt Nischni Nowgorod benannt. 1221 von Juri II. gegründet, ist Nischni Nowgorod inzwischen die fünftgrößte Stadt Russlands.